# Lepidagathis floribunda
Lepidagathis floribunda är en akantusväxtart som först beskrevs av Johann Baptist Emanuel Pohl, och fick sitt nu gällande namn av C. Kameyama. Lepidagathis floribunda ingår i släktet Lepidagathis och familjen akantusväxter. Inga underarter finns listade i Catalogue of Life.